# Batería Z
La batería Z era un sistema antiaéreo británico que lanzaba cohetes de 76 mm (3 pulgadas) desde lanzadores simples y múltiples instalados en tierra, para la defensa aérea del Reino Unido durante la Segunda Guerra Mundial. 

## Desarrollo
El cohete de combustible sólido de 76 mm (3 pulgadas) empleado por las baterías Z era conocido como UP-3 y fue desarrollado a fines de la década de 1930 por el Projectile Development Establishment de Fort Halstead en Kent, bajo la dirección de Alwyn Crow, estando relacionado con el Proyectil desestabilizado de 178 mm (7 pulgadas) de la Royal Navy. El arma naval había sido apoyada con entusiasmo por Winston Churchill cuando era Primer Lord del Almirantazgo al inicio de la guerra. Para julio de 1940, Churchill era Primer Ministro y solicitó "grandes suministros de lanzadores [de cohetes]" para la defensa antiaérea del territorio. El desarrollo de todos los cohetes británicos estaba bajo el control del Profesor Frederick A. Lindemann y este apoyó con entusiasmo la sugerencia de Churchill. El arma naval iba a derribar aviones que volaban a baja altitud remolcando una carga explosiva en el extremo de un cable; sin embargo, el sistema terrestre lo haría mediante una ojiva de alto poder explosivo, detonada por una espoleta de proximidad fotoeléctrica. El cohete era propulsado por una carga de cordita especial sin solventes, que era inicialmente producida por ROF Bishopton en Escocia; en diciembre de 1940, se ordenó una nueva fábrica de pólvora en Ranskill, que empezó a producirla en enero de 1942. A la empresa de metalmecánica G. A. Harvey and Co. de Greenwich se le otorgó el contrato para fabricar los cuerpos de los cohetes y para septiembre de 1940 se habían fabricado más de 1.000 unidades.
En octubre de 1940, una batería Z experimental entró en operación en Cardiff al mando del Mayor Duncan Sandys, el yerno de Churchill. Las pruebas de tiro contra un avión teledirigido Queen Bee fueron exitosas, aunque el director de Artillería del Ministerio de Abastecimiento sospechó que los resultados fueron "arreglados". A pesar de esto, Churchill y Lidemann llevaron adelante el proyecto, en 1942 produciéndose al año 2,4 millones de cohetes.

## Servicio

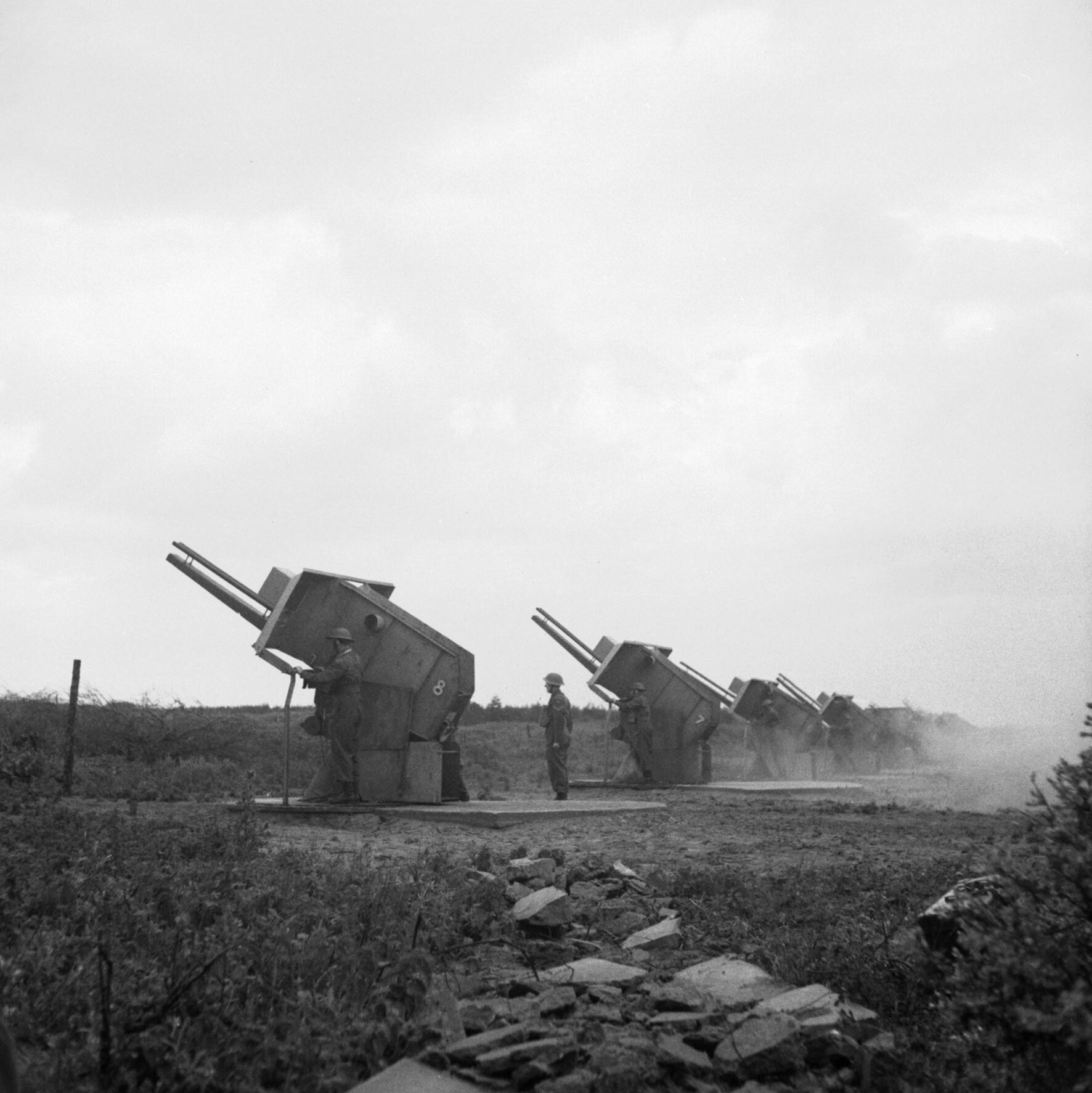
Cuatro baterías Z operadas por la Home Guard en Merseyside, julio de 1942.

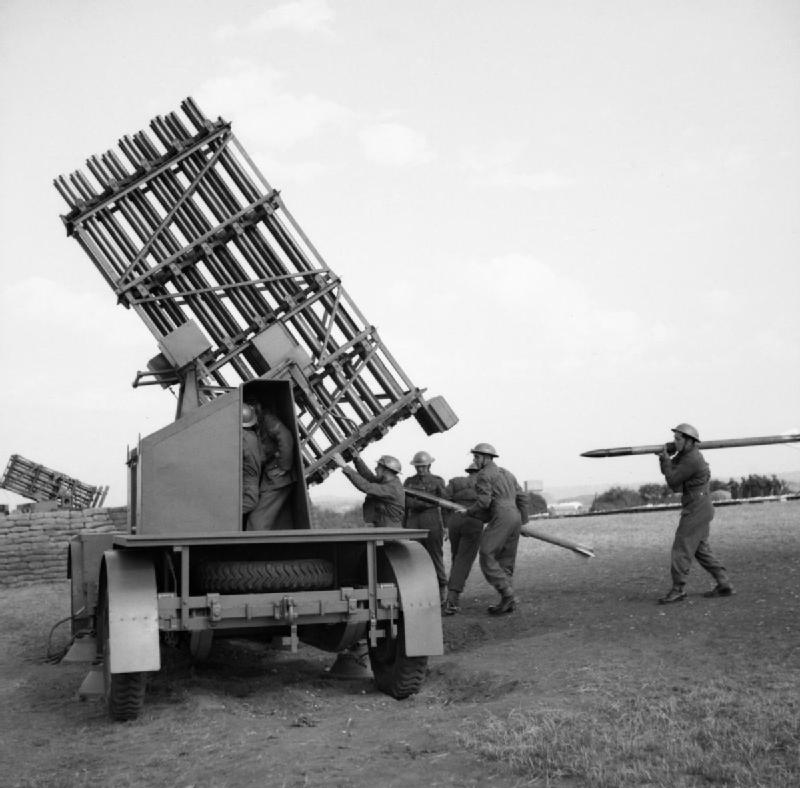
Miembros de la Royal Artillery cargando un lanzacohetes múltiple montado sobre remolque, junio de 1941.

Las primeras baterías Z estaban equipadas con un lanzacohetes simple, el Lanzador, 3 pulgadas, Mark 1 (Projector, 3-inch, Mark 1). Pronto se descubrió que los cohetes no eran tan precisos como las pruebas sugerían y que las espoletas de proximidad pocas veces funcionaban. Por tales motivos, se introdujo la técnica de lanzar los cohetes en grandes salvas y se desarrollador lanzadores con una mayor capacidad de cohetes. El Lanzador, 3 pulgadas, No. 2, Mk 1 (Projector, 3-inch, No 2, Mk 1) era un lanzador doble, mientras que los No. 4 Mk 1 y No. 4 Mk 2 lanzaban secuencialmente 36 cohetes a la vez.
Durante la Batalla de Inglaterra, en un ataque de bombarderos Dornier Do 17 contra la base de la RAF de Kenley, el Cabo segundo David Roberts derribó uno de los aviones enemigos con la más reciente arma antiaérea de la RAF, una línea de veinticinco lanzacohetes que desplegaban una barrera de cables de 152,4 m (500 pies) sostenida por paracaídas. Esta arma - la versión naval de la barrera Z - era característica de la multitud de armas suministradas al Regimiento de la RAF en las primeras etapas de la guerra. El otro Dornier Do 17 fue derribado por el Cabo John Miller de los Scots Guards con una ametralladora Lewis. Por estas acciones, ambos hombres recibieron la Medalla Militar.
A partir de enero de 1942, la operación de las baterías Z fue transferida a la Home Guard, ya que el equipo era bastante sencillo y los cohetes eran ligeros. Esto se debió a que la edad límite de los miembros de la Home Guard era de 60 años, mientras que la misma era de 40 años para los sirvientes de cañones antiaéreos convencionales y baterías costeras por el mayor peso de las municiones.

## Uso como arma terrestre
Tanto los lanzadores múltiples No. 2 y No. 4 fueron empleados en la Campaña del norte de África, montados sobre afustes modificados del QF de 3 pulgadas 20 cwt. El uso de emergencia del lanzacohetes múltiple No. 4 contra un ataque de la infantería enemiga en dicho frente, fue la inspiración para el Lanzador No. 8, más conocido como Land Mattress, que era un lanzacohetes múltiple empleado en combate por el Ejército Canadiense en 1945.
El cohete UP-3 sirvió como base para el desarrollo del cohete antitanque aire-superficie RP-3.

## Desastre de Bethnal Green
El 3 de marzo de 1943, los civiles que hacían fila para ingresar a la estación Bethnal Green del Metro de Londres, que durante la noche era empleada como refugio antiaéreo, entraron en pánico por el sonido del lanzamiento de los cohetes de una batería Z instalada en el cercano Victoria Park. Después que alguien tropezase en la escalera que conducía a la boletería, unas 300 personas fueron aplastadas en la escalera. Murieron 173 y 90 requirieron hospitalización.